# コドレア
コドレア（ルーマニア語: Codlea）は、ルーマニア中央部のブラショフ県に属する都市。ハンガリー語名はフェケテハロム（Feketehalom）、ドイツ語名はツァイデン（Zeiden）である。

## 歴史
13世紀、マグラ・コドレイ（Măgura Codlei）の近郊にドイツ騎士団によってシュヴァルツブルク（黒い城 の意）という城砦が築かれた。この城の名前は1265年の文献に初めて登場する。このことから、コドレアはドイツ人によって築かれた街とされる。市街にはブルツェンラントで最も大きい「要塞教会」がある。花卉で知られることから、「花の都」と呼ばれる。

## 地名
ルーマニア語名はラテン語で「端」とか「後方」という意味の指小辞であるcodella、またはスラヴ語派で「やかん」を意味するcotalが由来とされる。前述のマグラ・コドレイとは「やかんの丘」という意味で、地形がやかんに似ていたためそう名付けられた。ルーマニア語で「マグラ」という単語は大きな丘や小山、高地の森を指す。ハンガリー語名も「黒い丘」を意味するフェケテヘジ（Feketehegy）が語源とされる。ドイツ語名の由来は定かでないが、養蜂家という意味のツァイドラー（Zeidler）から来ているのではとの説がある。

## 人口動態
人口の推移
| 1510年 | 670人     |
| 1814年 | 3264人    |
| 1849年 | 3764人    |
| 1890年 | 4035人    |
| 1930年 | 5219人    |
| 1941年 | 6214人    |
| 1966年 | 1万3075人 |
| 1977年 | 2万2744人 |
| 1982年 | 2万3500人 |
| 1992年 | 2万4620人 |
| 2002年 | 2万4286人 |

1890年の時点では、総人口の67%（2680人）がドイツ人、30%（1211人）がルーマニア人、1%（44人）がハンガリー人、2%（100人）がユダヤ人やその他であった。1930年にはドイツ人が60%（3111人）を、ルーマニア人が36%（1916人）を、ハンガリー人が4%（192人）をそれぞれ占めた。2002年の国勢調査時点ではルーマニア人が92.7%、ハンガリー人が3.8%、ロマが1.7%、ドイツ人が1.5%を占めた。2002年時点での宗派割合はルーマニア正教会が86.8%、ローマ・カトリックが3.7%、ペンテコステ派が3.1%、福音派が2.2%、アウクスブルク信仰告白福音教会が1%、改革派教会が0.8%であった。

## 出身有名人
- アルベルト・ツィーグラー（1888年 - 1946年） パイロット
- オーレル・ボルデナケ（1902年 - 1987年） 画家
- エドゥアルド・モレス（1884年 - 1980年） 画家
- フリッツ・クライン（1888年 - 1945年） ナチス親衛隊（SS）将校